# تشهار مورون تمداري (مارغون)
تشهار مورون تمداري (بالفارسية: چهارمورون تمداری) هي قرية تقع في إيران في قسم مارغون الريفي. يقدر عدد سكانها بـ 95 نسمة بحسب إحصاء 2016.